# Tanaquil
Tanaquil Lucius Tarquinius Priscus római király felesége volt. Két leánya és két fia született. Egyes források szerint eredeti neve Caia Caecilia (vagy Gaia Cyrilla).
Tarquinii (etrusz alakban Tarchuna) etruszk városban született, és méltóságán aluli házasságot kötött a bevándorló Corinthusi Demaratus fiával, Luciusszal. Saját városukban semmilyen politikai előmenetelre nem lett volna lehetőség, ezért biztatására Lucius és ő Rómába költöztek, ettől kezdve férjét Tarquiniusnak nevezték. Idősebb Plinius anekdotikus és mitologikus formában írja le költözésüket, amit jósjelek kísértek. E jósjeleket Tanaquil úgy fejtette meg, hogy az istenek királlyá akarják tenni Luciust.
Tanaquil jóslata igaznak bizonyult, a család összebarátkozott Ancus Martius római királlyal, népszerűségre tett szert, Martius halála után pedig a comitia Luciust választotta királynak (i. e. 579).
Férjét meggyilkolták, és ekkor Tanaquil segítette trónra fogadott fiát, Servius Tulliust.
1. ↑  „Tanaquil” (orosz nyelven). Realʹnyj slovarʹ klassičeskih drevnostej po Lûbkeru.
2. ↑  „Tarquinii” (orosz nyelven). Realʹnyj slovarʹ klassičeskih drevnostej po Lûbkeru.
3. ↑  Обнорский, Николай Петрович. „Тарквинии” (orosz nyelven). Brockhaus and Efron Encyclopedic Dictionary. Volume XXXIIа, 1901.
4. ↑  Plinius: Naturalis Historia
5. ↑  Plinius: Naturalis Historia, VIII.74.194.

- Titus Livius: Ab Urbe Condita I.34, 39, 41
- Cassius Dio